# Carl Aarsleff
Carl Vilhelm Olaf Peter Aarsleff, född 14 augusti 1852 i Nyborg, död 3 januari 1918, var en dansk skulptör.
Carl Aarsleff utbildade sig på konstakademien i Köpenhamn 1872-76 och vann 1880-81 akademiens två guldmedaljer, varefter han i 2 1/2 år innehade dess stora resestipendium. Danska staten har av honom Den förlorade sonen (1885; i marmor 1890) och Abel offrar till Herren (1893, utmärkt med Eibeschützska premiet, 1894 utförd i brons).